# U-Bahnhof Kartäuserhof
Der U-Bahnhof Kartäuserhof ist eine Tunnel-Station der Nord-Süd-Stadtbahn im Severinsviertel in Köln.

## Architektur und Ausstattung
Die durch das Architekturbüro Stephan Schmitz BDA Architekten + Städteplaner errichtete U-Bahn-Station befindet sich zwischen den Stationen Severinstraße (475 m entfernt) und Chlodwigplatz (400 m entfernt) der neu errichteten Nord-Süd-Stadtbahn.
Sie ist mit 12 Metern Breite an der schmalsten Stelle die engste Station der Nord-Süd-Stadtbahn. Die Bahnsteige wurden daher bis in die Tunnelröhren gebaut, die unter einer vorhandenen Bebauung liegen. Die Bahnsteigkanten können über drei Querschläge erreicht werden.
Der U-Bahnhof besitzt drei Ausgänge, sechs Fahr- und vier feste Treppen, die über eine Verteilerebene verbunden sind. Ein gläserner Aufzug in der Mitte des Bahnhofs platziert, gewährt den barrierefreien Zugang und leitet Tageslicht auf den Bahnsteig und setzt auch farblich und gestalterisch das architektonische Grundkonzept der neuen Bauabschnitte der Nord-Süd-Stadtbahn um.

## Bauhistorie
Im März 2005 sind mit vorbereitenden Arbeiten wie Leitungsverlegungen im Bereich der zukünftigen Haltestelle Kartäuserhof in der Severinstraße begonnen worden. Ab September 2005 wurden die 45 m tiefen Schlitzwände aus Ortbeton eingezogen, die die Baugrube während der Bauarbeiten gegen das drückende Grundwasser abgrenzen sollten. Nach der Errichtung der Leitwände, die den Greifer des Schlitzwandbaggers führten, wurde das Erdreich ausgehoben und der so entstehende „Schlitz“ wurde mit Stahl bewehrt und betoniert.
Im Frühjahr 2006 wurde begonnen, das Erdreich aus Lockergesteinen mit Zementsuspensionen mittels Hochdruckinjektionen und Bohrpfählen zu stabilisieren, um die vorhandene Bebauung zu schützen und den Einsatz der Tunnelvortriebsmaschine vorzubereiten. Nach Fertigstellung der Schlitzwände wurde die Baugrube ab Juli 2006 vertieft und zunächst archäologisch dokumentiert.
Die Tunnelröhren sind 2006 (Osttrasse) bis 2007 (Westtrasse) im Schildvortrieb mit Hilfe einer Tunnelvortriebsmaschine der Firma Herrenknecht aufgefahren worden. Im April 2007 wurde die Baugrube mit einer Stahlbetonabdeckung versehen, um den Verkehr in der Severinstraße wieder zu gewährleisten. Zwischen Dezember 2007 bis Oktober 2008 wurde das grundwassererfüllte Erdreich im Bereich der Haltestelle vereist, um die Querschläge herzustellen und den Rohbau fertigzustellen. Im August 2009 war der Bahnhof soweit fertiggestellt, dass die Wasserhaltung, die seit April 2009 eingerichtet wurde, abgestellt werden konnte.

## Archäologische Untersuchungen
Während der Bauphase wurde die Baugrube archäologisch untersucht und dokumentiert.
Die Haltestelle Kartäuserhof befindet sich im Bereich auf der antiken Straße nach Bonn. Während der Römerzeit im 1. bis 4. Jahrhundert n. Chr. diente die Gegend beidseits der Straße als Begräbnisort. Zahlreiche Fundstücke belegen diese Epoche. Diese Funktion behielt das Gelände bis ins frühe Mittelalter (8. Jahrhundert n. Chr.) bei. In der unmittelbaren Umgebung befand sich eine spätrömische Kapelle (cella memoriae) und eine merowingerzeitlichen Begräbniskirche, die als Vorgängerbau der heutigen Pfarrkirche St. Severin angesehen wird.
Zu beiden Seiten der Straße entstand seit dem Hochmittelalter eine geschlossene Straßenrandbebauung, deren Fundamente und Keller ergraben wurden. In den Gärten der Häuser wurde vom Severinsstift bis zur Säkularisation 1802 Wein angebaut.

## Anbindung

### Seit dem 13. Dezember 2015
| Linie | Verlauf / Anmerkungen                                                                                      | Takt (Mo–Fr) |
| ----- | --- | ------------ |
| 17    | U Severinstraße – Kartäuserhof – U Chlodwigplatz – U Bonner Wall – Rodenkirchen (– Sürth) (nur in der HVZ) | 10 min       |

### Endgültig
- 5: Am Butzweilerhof – Friesenplatz – Dom/Hauptbahnhof – Heumarkt – Severinstraße – Chlodwigplatz – Bonner Wall – Marktstraße (nach Eröffnung der dritten Baustufe: – Arnoldshöhe)
- 16: Niehl Sebastianstraße – Ebertplatz – Breslauer Platz/Hauptbahnhof – Heumarkt – Severinstraße – Chlodwigplatz – Bonner Wall – Rodenkirchen – Sürth – Wesseling – Bonn Hbf – Bonn-Bad Godesberg

## Geplante Inbetriebnahme
Nach ursprünglichen Planungen sollte der Bahnhof bereits im Zuge der geplanten Eröffnung der 1. und 2. Baustufe der Nord-Süd-Stadtbahn zum Fahrplanwechsel im Dezember 2011 in Betrieb genommen werden. Durch den Einsturz des Stadtarchives der Stadt Köln im März 2009 am Waidmarkt durch einen Unfall während der Bauarbeiten an der U-Bahn-Trasse wurde dieser sowie die geplante Eröffnung der 1. sowie der 2. Baustufe der Nord-Süd-Stadtbahn verschoben. Bei Untersuchung des Einsturzunglücks wurde festgestellt, dass auch andere Bahnhöfe, unter anderem die Station Kartäuserhof von Manipulationen der Bauprotokolle betroffen waren.
Die Eröffnung der Neubaustrecke fand zum Fahrplanwechsel am 13. Dezember 2015 statt. Ursprünglich war vorgesehen, den Betrieb zunächst provisorisch zu Hauptverkehrszeiten zwischen der Serverinsstraße und Sürth durch die Stadtbahnlinie 17 zu betreiben, um die Linie 16 zu entlasten. Es wurde jedoch bereits im Sommer bekanntgegeben, dass der Betrieb von Anfang an ganztägig gewährleistet werden kann.
Wenn die 1. Baustufe der Nord-Süd-Stadtbahn gegen Ende der 2020er fertig sein wird, wird die Haltestelle Kartäuserhof, wie die anderen Stationen der Nord-Süd-Stadtbahn, von den Linien 5, 16, und 17 (Streckenführung siehe oben) befahren werden.